# Sandra Reynolds Price
Sandra Reynolds Price (Bloemfontein, 4 marzo 1939) è un'ex tennista sudafricana.

## Biografia
Ha ottenuto i primi risultati importanti nel 1959, in questa stagione ha conquistato due titoli Slam nel doppio femminile insieme a Renee Schuurman e un titolo nel doppio misto in coppia con l'australiano Bob Mark, in singolare si è fermata in semifinale sulla terra del Roland Garros e nella finale degli Internazionali d'Italia.
L'anno successivo si avventura alle finali di Wimbledon sia in singolare che nel doppio ma in entrambe le occasioni si è arresa alla brasiliana Maria Bueno, è l'unica tennista sudafricana ad aver giocato la finale del singolare ai Championships.
Nel biennio 1961-62 ha vinto gli Internazionali di Francia nel doppio femminile raggiungendo così quota quattro Slam in carriera, si è presentata nuovamente in finale del doppio a Wimbledon 1962 uscendone sconfitta per mano della coppia statunitense Billie Jean King-Karen Hantze.